# Demet Akbağ
Demet Akbağ est une actrice turque, née le 23 décembre 1959 à Denizli.

## Biographie
Demet Akbağ a joué dans des films, des séries et au théâtre. Au cinéma, elle a joué notamment dans Winter Sleep (Kış Uykusu) de Nuri Bilge Ceylan ; elle y tient un rôle important aux côtés de Melisa Sözen et de Haluk Bilginer.

## Filmographie

### Cinéma
- Winter Sleep (Kış Uykusu)
- Eyvah Eyvah 3 - Firuzan
- Eyvah Eyvah-Eyvah Eyvah 2 - Firuzan
- Neredesin Firuze - Firuze
- Tersine Dünya
- Davacı
- Kurtuluş Son Durak - Vartanuş
- Hükümet Kadın - Xate
- Hükümet Kadın 2 - Xate
- 2001 : Vizontele Serisi-Sıti Ana, la femme du maire
- 2004 : Viziontele Tuuba Serisi-Sıti Ana
- 2005 : Les Affaires organisées - Nuran Ocak
- 2006 : Traque sur Internet 2.0 - Dr. Kavak
- 2008 : O Çocukları - Mehtap, la maquerelle
- 2018 : Les Affaires organisées 2: Nuran Ocak

### Télévision

#### Séries télévisées
- Sen Harikasın
- Ölümsüz Aşk
- Bir Demet Tiyatro
- Şen Kahkahalar
- Sevinçli Haller
- Bir Demet Kahkaha
- Pazartesi Hikayeleri
- Bizim Çocuklar
- Baldızla Bacanak
- İstanbul'un Altınları
- Fırıldak Ailesi (Yıldız) Seslendirme - 2013
- Sevdaluk - 2013

## Théâtre
- Sen hiç atesböcegi gördün mü? (de Yılmaz Erdoğan) - 1999
- Azizname (de Aziz Nesin) - 1987

## Distinctions
- Yeşilçam Ödülleri, Meilleure actrice (2011)
- Antalya Altın Portakal, Meilleure actrice (2001)
- Siyad Ödülleri, Meilleure actrice (2004)
- Altın Kelebekk, Meilleure actrice (1997)
- Magazin Gazetecileri Derneği - Meilleure actrice (1997)
- Altın Kelebek, Meilleure actrice (1998)
- Altın Kelebek, Meilleure actrice (1996)
- Magazin Gazetecileri Derneği, Meilleure actrice (1996)
- Antalya Altın Portakal, Meilleure actrice dans un second rôle (1993)